# Typhlonectes compressicauda
Typhlonectes compressicauda és una espècie d'amfibis gimnofions de la família Caeciliidae. Habita al Brasil, Colòmbia, Guyana francesa, Guyana, el Perú, Veneçuela i, possiblement, Bolívia i Surinam. Els seus hàbitats inclouen boscos secs tropicals o subtropicals, pantans, rius, intermitent llacs d'aigua dolça, aiguamolls d'aigua dolça, cursos intermitents d'aigua dolça, zones d'emmagatzematge i tractament d'aigua, estanys, zones d'irrigació i canals i dics.